# ステリル-β-グルコシダーゼ
ステリル-β-グルコシダーゼ(Steryl-beta-glucosidaseEC 3.2.1.104)は、以下の化学反応を触媒する酵素である。
コレステリル-β-D-グルコシド + 水 {\displaystyle \rightleftharpoons } D-グルコース + コレステロール
従って、この酵素の2つの基質は、コレステリル-β-D-グルコシドと水、一方2つの生成物は、D-グルコースとコレステロールである。
この酵素は、加水分解酵素、特にO-及びS-グリコシル化合物を加水分解するグリコシダーゼに分類される。系統名は、コレステリル-β-D-グルコシド グルコヒドロラーゼ(cholesteryl-beta-D-glucoside glucohydrolase)である。